# نادي كامبور
نادي كامبور الرياضي (بالفرنسية: SC Cambuur)‏ نادي كرة قدم هولندي يلعب في دوري الدرجة الأولى. تم تأسيس النادي في سنة 1964.

## وصلات خارجية
- Official website